# PC Games Hardware
PC Games Hardware (рус. Аппаратное обеспечение ПК-игр) — издание, бумажный журнал и одноимённый веб-сайт, издаваемый немецкой компанией Computec Media AG, которая базируется в немецком городе Фюрт. Полное наименование журнала — «PC Games Hardware Magazine», он издаётся только на немецком языке. Сайт под названием «PC Games Hardware Online» доступен на немецком (pcgameshardware.de) и английском (pcgameshardware.com) языках. Тематикой издания «PC Games Hardware» являются PC-игры, аппаратное обеспечение персональных компьютеров, современные графические технологии, используемые в играх, а также другие связанные темы. «PC Games Hardware» публикует новости индустрии компьютерных игр, обзоры новой аппаратной продукции, результаты тестирования разных видеокарт, события в мире графики и т. д.
Кроме этого, довольно часто «PC Games Hardware» публикует эксклюзивные интервью с разработчиками игр и графических технологий, в которых журналисты издания расспрашивают разработчиков о технологической стороне продукта. Подобные интервью пользуются авторитетом в независимой прессе и являются ценным источником о технологической составляющей многих игр.
Издание «PC Games Hardware» пользуется авторитетом у независимой прессы, его материалы цитируют и используют.